# Weltbewegung Christlicher Arbeiter
Die Weltbewegung Christlicher Arbeiter (WBCA)  (en.: World Movement of Christian Workers, Abkürzung: WMCW; fr.: Mouvement Mondial des Travailleurs Chrétiens; es.: Movimiento Mundial Trabajadores Cristianos;  französische, italienische und spanischen Abkürzung: MMTC) ist eine Vereinigung von Gläubigen in der römisch-katholischen Kirche, sie wurde 1966 von Papst Paul VI. anerkannt und ist als eine Nichtregierungsorganisation  beratendes Mitglied im Wirtschafts- und Sozialrat der Vereinten Nationen, des Weiteren ist sie Mitglied in der Internationalen Arbeitsorganisation  und der UNESCO. Ihre fast 50 Mitgliedsbewegungen sind weltweit in 79 Ländern tätig.

## Geschichte
Auf Anregung katholischer Arbeiterorganisationen aus Belgien, Deutschland, Frankreich, den Niederlanden, Österreich und der Schweiz entstand in den 1960er Jahren der Gedanke, eine Weltbewegung zu gründen. Der 75. Jahrestag der Sozialenzyklika Rerum Novarum (1891) von Papst Leo XIII. (1878–1903) wird schließlich 1966 zum Anlass der offiziellen päpstlichen Anerkennung.

## Selbstverständnis
„Lasst uns eine gerechte, solidarische und nachhaltige Gesellschaft aufbauen“, mit diesem Slogan unterstreicht die Bewegung für Erziehung, Bildung und Evangelisation ihren charismatischen Anspruch und bewegt sich mit ihm im Rahmen der katholischen Soziallehre auf dem Anspruch des Glaubens nach Jesus Christus.  Mit diesem Anspruch wendet sich die WBCA  an Arbeiter und Arbeiterinnen, Arbeitslose, Menschen in sozialen Problemfeldern, Rentner und Hausfrauen und führt ihre Bildungsarbeit ohne Rücksicht auf Rasse, Kultur oder Religion aus. Die Pädagogik der Bewegung basiert auf der sogenannten „Révision de vie“, einer ganzheitlichen Methode des „Sehen-Urteilen-Handeln“. Die Bewegung setzt sich für ein friedliches und soziales Leben aller Menschen ein, die guten Willens sind und berufliche, kulturelle und bürgerliche Verantwortung mittragen wollen.

## Organisation und Ausweitung
An der, alle vier Jahre stattfindenden, Generalversammlung nehmen die Delegierten der Mitgliedsbewegungen teil. Auf ihr werden die Verantwortlichen für das Exekutivkomitee, das Büro und das Generalsekretariat gewählt. Im Einzelnen sind diese Organe wie folgt besetzt: Das Exekutivkomitee mit den Repräsentanten der Kontinente, das Büro mit einer internationalen Besetzung aus dem Präsidenten, dem Vizepräsidenten, zwei Generalsekretären und  dem Schatzmeister, von ihnen müssen zwei weibliche Führungsplätze besetzt werden. Das Generalsekretariat wird von den beiden Generalsekretären und dem Kirchlichen Assistenten besetzt.
Zur WBCA gehören etwa 50 Mitgliedsorganisationen und 8 Partnerbewegungen, weitere 19 Gruppen pflegen einen ständigen Kontakt. Die Bewegung verteilt sich weltweit auf 79 Länder in Afrika, Asien, Europa, Mittlerer Osten, Nordamerika und Südamerika. Aus Deutschland zählt die Katholische Arbeiterbewegung (KAB) zu den Mitgliedsorganisationen. Der Hauptsitz ist in Brüssel ansässig, die Bewegung unterhält oder betreibt keine eigenen Werke und Zentren, sie ist unterstützend und organisatorisch tätig, sie veröffentlicht ein viersprachiges Magazin mit dem Namen INFOR.